# Řády, vyznamenání a medaile Brazílie

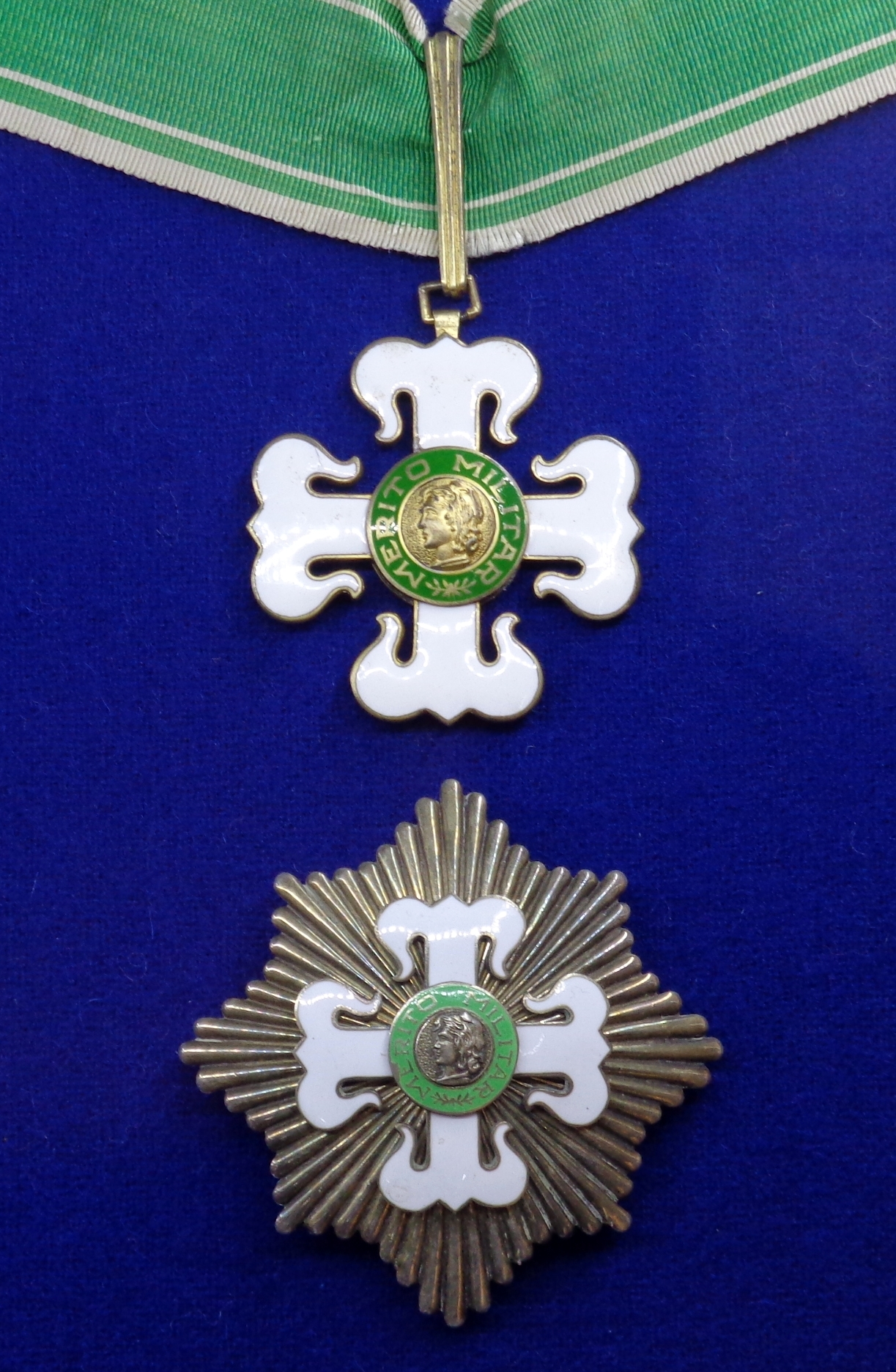
Řád za vojenské zásluhy

Státní vyznamenání Brazílie jsou udílena jako uznání za vynikající služby prokázané státu a brazilskému lidu. První brazilské řády byly regulovány brazilskou ústavou z roku 1824. Z původních řádů jsou současnou Brazílií uznávány za oficiální pouze ty, které vznikly po vyhlášení republiky v roce 1889. Podle ústavy Brazílie z roku 1988 je úřadující prezident Brazílie velmistrem brazilských řádů a prezidenti po nástupu do funkce získávají nejvyšší třídu brazilských řádů. Tato vyznamenání jim zůstávají i po opuštění prezidentského úřadu.

## Císařské řády

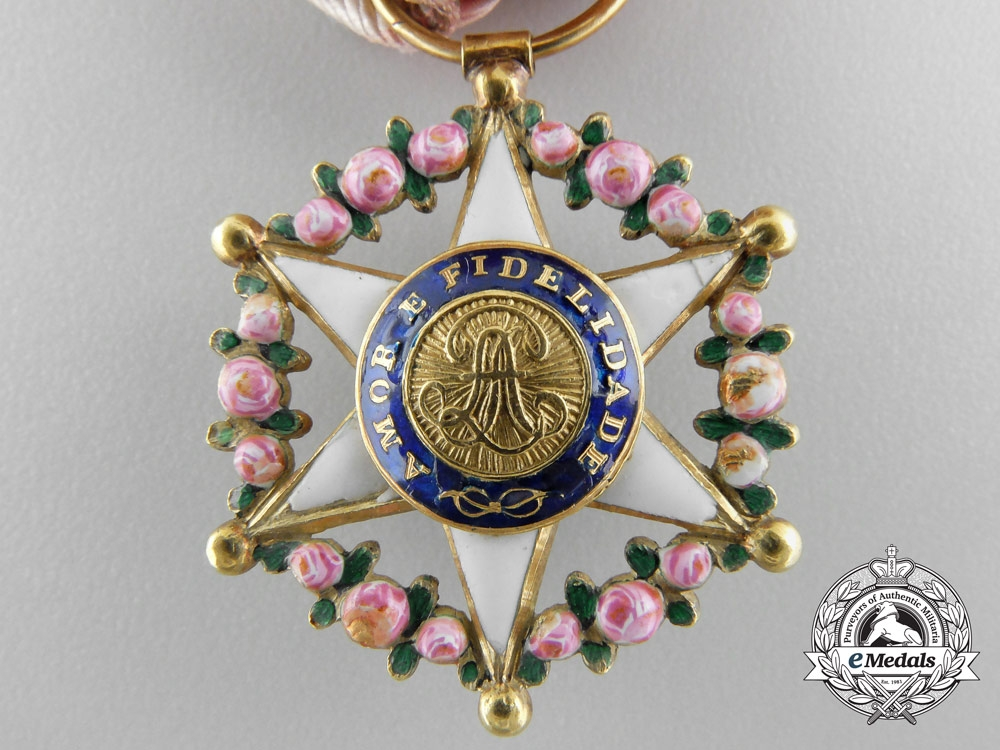
Císařský řád růže

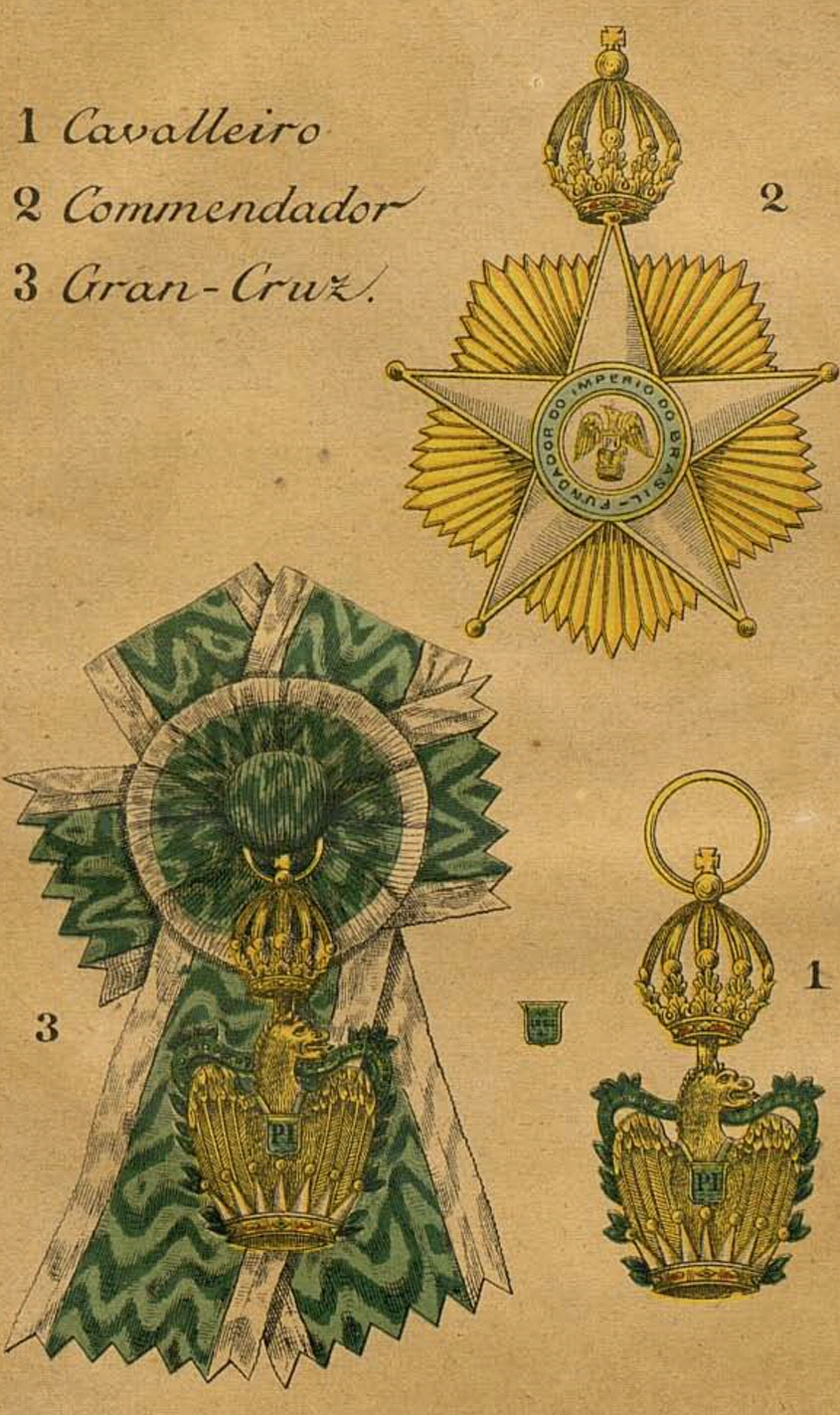
Řád Petra I.

Brzy poté, co získala Brazílie nezávislost na Portugalsku, se brazilský císař Petr I. pokusil „znárodnit“ v té době existující portugalské řády. Tak vznikl Císařský řád svatého Jakuba od meče, Císařský řád Kristův a Císařský řád avizských rytířů. Mezi autory zabývající mi se faleristikou však nepanuje shoda, odkdy by měly být tyto řády skutečně považovány za „brazilské“. Brzy po získání nezávislosti začal Petr I. tato vyznamenání udělovat, aniž by byl jejich skutečným velmistrem. V té době byl velmistrem portugalských řádů ještě jeho otec Jan VI. Portugalský. K tomuto zmatku přispěla skutečnost, že ještě za panování Janovi matky Marie I., utekla královská rodina v roce 1807 do Brazílie před Napoleonovým vojskem, které obsadilo Portugalsko. Královský dvůr se usadil v Rio de Janeiru. To bylo prohlášeno za hlavní město Spojeného království Portugalska, Brazílie a Algarve a zůstalo hlavním městem Portugalska až do roku 1821. V tomto roce se Jan VI. vrátil do Portugalska, kde čelil povstání svého druhorozeného syna Michala. Povstání sice v roce 1824 potlačil, ale mezi tím dne 7. září 1822 jeho prvorozený syn a následník trůnu Dom Pedro vyhlásil nezávislost Brazílie. Ihned po odjezdu svého otce, začal Dom Pedro, budoucí Petr I., udílet v roce 1821 portugalská vyznamenání, a to nejdříve jako princ regent a později jako brazilský císař. Legitimním velmistrem portugalských řádů se však stal až v roce 1827 po smrti svého otce a po uznání za jeho právoplatného dědice.
Poté se v Petr I. v Brazílii snažil legitimizovat brazilské příjemce portugalských řádů z let 1822 až 1827 a za tímto účelem vyslal velvyslance do Vatikánu, aby získal uznání řádů od papeže Lva XII., neboť v té době měly řády ještě náboženský charakter. Výsledkem jednání bylo vydání papežské buly Portugaliiae Algarbiorumque Regum ze dne 15. května 1827, která uznávala brazilské řády. Bula však vyvolala kontroverzi nejen v Portugalsku, ale i v Brazílii a nikdy nebyla ratifikována brazilským parlamentem. Podle Luise Marquese Poliana v ten okamžik přestaly mít tyto tři brazilské řády portugalského původu nové příjemce a upadly do zapomnění. K jejich plné legalizaci došlo až císařským dekretem ze dne 9. září 1843. Řády byly sekularizovány, staly se pouze čestnými vyznamenáními a jejich velmistrem se stal brazilský císař, kterým v té době byl Petr II.
Kromě původně portugalských řádů vznikly v době existence Brazilského císařství další řády. Byly jimi Císařský řád růže, Císařský řád kříže a Císařský řád Doma Petra I., které patří k nejvzácnějším z brazilských řádů z císařské éry.
Petr II. Brazilský během své vlády udělil čtyři hlavní řády (Řád avizských rytířů, Řád Kristův, Řád růže a Císařský řád kříže) přibližně 25 109 lidem, a to včetně cizinců. Mezi vládou prvního brazilského císaře Petra I. a skutečnou vládou císaře Petra II. bylo meziobdobí regentství, během něhož bylo regentům zakázáno udílet šlechtické tituly i vyznamenání.
Běžně existují drobné odchylky ve vzhledu těchto řádů, zejména pokud jde o císařskou korunu, která převyšuje řádové odznaky. Jedním z důvodů existence těchto odchylek je skutečnost, že ocenění si museli řádové odznaky koupit za vlastní peníze a mohli tak zasahovat do jejich vzhledu. Po pádu monarchie a nastolení republiky byla tato praxe opuštěna.
- Císařský řád Kristův (Imperial Ordem de Cristo)
- Císařský rád avizských rytířů (Imperial Ordem de São Bento de Avis)
- Císařský řád kříže (Imperial Ordem do Cruzeiro)
- Císařský řád Petra I. (Imperial Ordem de Pedro Primeiro)
- Císařský řád růže (Imperial Ordem da Rosa)

## Řády z období republiky

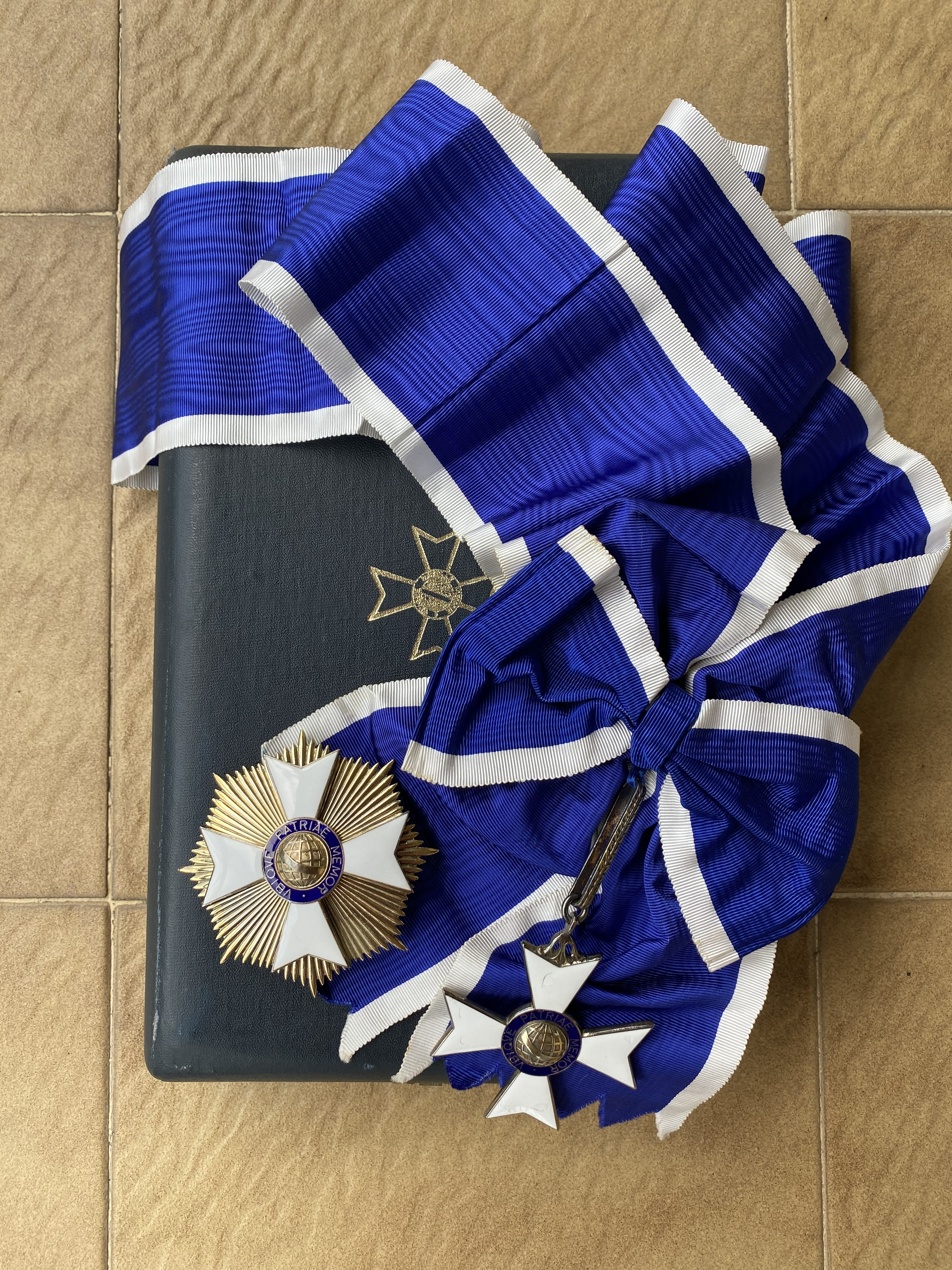
Řád Rio Branco

Národní řád za zásluhy

Po vyhlášení republiky v roce 1889 většina císařských řádů zanikla s výjimkou Řádu avizských rytířů, který byl zachován jako výhradně vojenské vyznamenání a sloužil k vyznamenávání jak příslušníků brazilské armády, tak námořnictva. Tento řád byl zachován dekretem Deodora da Fonseca Decreto nº 227 F ze dne 22. března 1890, který jej určil za armádní vyznamenání. Dekretem Decreto nº 456 ze dne 6. června 1890 bylo zřízeno nové vyznamenání, Řád Kolumba. Až do zákazu všech císařských vyznamenání ústavou z roku 1891 Fonseca udílel i Císařský řád kříže.
Ačkoliv článek 72, odstavec 1 Ústavy Brazílie z roku 1891 zrušil bývalé císařské řády, nezakazoval jejich příjemců nošení jejich insignií. To potvrdil 23. března 1891 i ministr vnitra João Barbalho Uchôa Cavalcanti.
Naopak zahraniční vyznamenání mohli občané Brazílie po nastolení republiky přijímat pouze se svolením ministra vnitra. Toto pravidlo zavedla vyhláška z roku 1899, kterou schválil tehdejší ministr spravedlnosti Epitácio Pessoa. Jako první tuto vyhlášku porušil Ruy Barbosa během své kampaně, kdy nechal uveřejnit svou fotografii s několika zahraničními vyznamenáními. Tato fotografie vyvolala ve veřejnosti negativní ohlas. Barbosa však uvedl, že se nejedná o šlechtické řády a tak mohou být přijaty bez porušení ústavy z roku 1891. Podobný argument použil i Epitácio Pessoa, v té době již prezident Brazílie, když obhajoval přijetí belgického vyznamenání senátorem za Piauí. Tímto senátorem byl José Félix Alves Pacheco. Podle stejného principu k této otázce přistoupila i Ústava Brazílie z roku 1934, podle které občané Brazílie přišli o svá politická práva pouze v případě, že přijaté zahraniční vyznamenání bylo šlechtického charakteru.
- Řád Jižního kříže (Ordem Nacional do Cruzeiro do Sul) byl původně založen během Brazilského císařství dne 1. prosince 1822 pod názvem Císařský řád kříže.[3] Po nástupu republiky byl řád zrušen a obnoven byl 5. prosince 1932.
- Národní řád za zásluhy (Ordem Nacional do Mérito) byl založen dne 4. září 1946. Udílen je za poskytování služeb důležitých pro brazilský národ.
- Řád Rio Branco (Ordem de Rio Branco) byl založen dne 5. února 1963. Udílen je občanům Brazílie i cizincům za zásluhy pro stát.[4]
- Řád národního kongresu (Ordem do Congresso Nacional) byl založen dne 23. listopadu 1972. Udílen je občanům Brazílie i cizincům za významné služby Brazílii a národnímu kongresu.[5][6]
- Řád za kartografické zásluhy (Ordem do Mérito Cartográfico) byl založen v roce 1970. Udílen je za zásluhy kartografům.
- Národní řád za vědecké zásluhy (Ordem Nacional do Mérito Científico) byl založen dne 16. března 1993. Udílen je za vědecký a technický přínos a za zásluhy o rozvoj vědy v Brazílii.[7]
- Řád za zásluhy o obranu (Ordem do Mérito da Defesa) byl založen dne 10. června 2002. Udílen je za důležité služby ozbrojeným silám Brazílie.
- Řád za vojenské zásluhy (Ordem do Mérito Militar) byl založen dne 11. června 1934. Udílen je příslušníkům brazilské armády i spojeneckých armád za vynikající služby Brazílii.[8]
- Námořní záslužný řád (Ordem do Mérito Naval) byl založen dne 4. července 1934. Udílen je těm, kteří sloužili s vyznamenáním v brazilském námořnictvu nebo se nějakým způsobem o námořnictvo zasloužili.[9]
- Letecký záslužný řád byl založen dne 1. listopadu 1943. Udílen je za vynikající služby a mimořádný přínos brazilskému letectvu.[10]
- Medaile za zásluhy o vojenský sport
- Řád za zpravodajské zásluhy
- Řád za kulturní zásluhy (Ordem Nacional do Mérito Cultural) byl založen dne 23. prosince 1991. Udílen je za vynikající přínos pro kulturu.[11]
- Řád za zásluhy o vzdělávání (Ordem Nacional do Mérito Educativo) byl založen dne 12. ledna 1955. Udílen je za vynikající služby v oblasti vzdělávání.[12]
- Řád za sportovní zásluhy (Ordem do Mérito Desportivo) byl založen dne 15. října 1954. Udílen je za vynikající úspěchy v oblasti sportu.[13]
- Řád za lékařské zásluhy (Ordem do Mérito Médico) byl založen dne 14. března 1950. Udílen je za vynikající služby v oblasti medicíny či lékařského výzkumu.[14]
- Medaile za zásluhy Maui
- Řád za zásluhy o pracovní soudnictví (Ordem do Mérito Judiciário do Trabalho) byl založen dne 11. listopadu 1970.[15]
- Řád za zásluhy o vojenskou justici (Ordem do Mérito Judiciário Militar) byl založen dne 12. června 1957. Udílen je za zásluhy o vojenskou justici.[16]
- Řád za zásluhy o vojenskou prokuraturu (Ordem do Mérito Ministério Público Militar) byl založen dne 26. března 1999.